# Ingar Pedersen
Ingar Pedersen (1º marzo 1898 – 10 marzo 1977) è stato un calciatore norvegese, di ruolo difensore.

## Carriera

### Club
Pedersen giocò con la maglia dello Ørn.

### Nazionale
Conta 6 presenze per la Norvegia. Esordì il 23 ottobre 1927, schierato in campo nella sfida persa per 6-2 contro la Germania.

## Palmarès

### Club

#### Competizioni nazionali
- Coppa di Norvegia: 3

Ørn: 1920, 1927, 1928